# Lobelia boivinii
Lobelia boivinii är en klockväxtart som beskrevs av Otto Wilhelm Sonder. Lobelia boivinii ingår i släktet lobelior, och familjen klockväxter. Inga underarter finns listade i Catalogue of Life.